# Апий Клавдий Пулхер (консул 185 пр.н.е.)
Вижте пояснителната страница за други личности с името Апий Клавдий Пулхер.
Апий Клавдий Пулхер (на латински: Appius Claudius Pulcher) е политик на Римската република през 2 век пр.н.е.

## Биография
Син е на Апий Клавдий Пулхер (консул 212 пр.н.е.) и брат на Публий Клавдий Пулхер (консул 184 пр.н.е.).
Той служи като посланик в Гърция през 195 – 194 пр.н.е. на Тит Квинкций Фламинин и през 184 до 183 пр.н.е. През 185 пр.н.е. e избран за консул заедно с Марк Семпроний Тудицан.